# Drew Goddard
Drew Goddard, nome completo Andrew Brion Hogan Goddard (Los Alamos, 26 febbraio 1975), è uno sceneggiatore, regista e produttore televisivo statunitense.
Ha avuto una candidatura all'Oscar per la sceneggiatura non originale per Sopravvissuto - The Martian.

## Biografia
Nato e cresciuto nel Nuovo Messico, ha studiato alla University of Colorado, subito dopo la laurea ha iniziato a lavorare come assistente di produzione a Los Angeles. Tra il 2002 e il 2003 fa parte dello staff di sceneggiatori delle settima stagione di Buffy, l'ammazzavampiri, di cui scrive cinque episodi. Scrive anche alcuni episodi dello spin off Angel. Dal 2005 lavora per la serie tv Alias, di cui è anche produttore, sempre nel 2005 entra a far parte del gruppo di sceneggiatori di Lost, di cui dal 2007 è produttore esecutivo.
Per il cinema ha scritto la sceneggiatura di Cloverfield (2008) di Matt Reeves e nel 2011 ha debuttato come regista con Quella casa nel bosco, di cui è anche sceneggiatore assieme a Joss Whedon. Nel 2013 viene assunto dalla Marvel come produttore esecutivo e showrunner della serie Daredevil, in onda su Netflix nel 2015; viene inoltre ingaggiato dalla Sony per scrivere e dirigere lo spin-off della serie di Spider-Man Sinister Six. Nel maggio 2014 Goddard lascia il ruolo di showrunner di Daredevil, di cui resta produttore esecutivo.

## Filmografia

### Regista

#### Cinema
- Quella casa nel bosco (The Cabin in the Woods) (2011)
- 7 sconosciuti a El Royale (Bad Times at the El Royale) (2018)

### Sceneggiatore

#### Cinema
- Cloverfield, regia di Matt Reeves (2008)
- Quella casa nel bosco (The Cabin in the Woods), regia di Drew Goddard (2011)
- World War Z, regia di Marc Forster (2013)
- Sopravvissuto - The Martian (The Martian), regia di Ridley Scott (2015)
- 7 sconosciuti a El Royale (Bad Times at the El Royale), regia di Drew Goddard (2018)
- L'ultima missione: Project Hail Mary (Project Hail Mary), regia di Phil Lord e Christopher Miller  (2026)

#### Televisione
- Buffy l'ammazzavampiri (Buffy the Vampire Slayer) – serie TV, 5 episodi (2002-2003)
- Angel – serie TV, 5 episodi (2003-2004)
- Alias – serie TV, 5 episodi (2005-2006)
- Lost – serie TV, 9 episodi (2005-2008)
- Lost: Missing Pieces – miniserie TV, 2 puntate (2008)
- Daredevil – serie TV, (2015-2018) - creatore, sceneggiatore
- The Defenders – miniserie TV (2017)

### Produttore

#### Cinema
- Sopravvissuto - The Martian (The Martian), regia di Ridley Scott (2015)
- 10 Cloverfield Lane, regia di Dan Trachtenberg (2016)
- The Cloverfield Paradox, regia di Julius Onah (2018)
- 7 sconosciuti a El Royale (Bad Times at the El Royale), regia di Drew Goddard (2018)

#### Televisione
- Alias – serie TV, 39 episodi (2005-2006)
- Lost – serie TV, 35 episodi (2006-2008)
- Lost: Missing Pieces – miniserie TV, 13 puntate (2007-2008)
- Daredevil – serie TV, 26 episodi (2015-2016)
- The Good Place – serie TV, 25 episodi (2016-2018)
- The Defenders – miniserie TV, 8 episodi (2017)

## Riconoscimenti
- Premio Oscar[4]
  - 2016 - Candidatura per la migliore sceneggiatura non originale per Sopravvissuto - The Martian

- Critics' Choice Awards
  - 2016 - Candidatura per la miglior sceneggiatura non originale per Sopravvissuto - The Martian

- Writers Guild of America Award
  - 2016 - Candidatura per la migliore sceneggiatura non originale per Sopravvissuto - The Martian

- National Board of Review Awards
  - 2015 - Migliore sceneggiatura non originale per Sopravvissuto - The Martian

- Premio Emmy[5]
  - 2008 - Candidatura per la miglior serie televisiva drammatica per Lost
  - 2019 - Candidatura per la miglior serie commedia per The Good Place
  - 2020 - Candidatura per la miglior serie commedia per The Good Place